# Und täglich grüßt das Erdmännchen
Und täglich grüßt das Erdmännchen (engl. Meerkat Manor) ist eine von Animal Planet und dem Discovery Channel produzierte und ausgestrahlte Dokusoap-Serie, die das Leben vierer Erdmännchen-Familien als Quasi-Seifenoper rahmt. Die tierische Doku-Soap lief weltweit mit großem Erfolg über vier Staffeln. In Deutschland wird die Serie u. a. von Animal Planet und von DMAX ausgestrahlt.
Ein Team der University of Cambridge beobachtet in der auf zehn Jahre angelegten Studie genau das ausgeprägte Sozialverhalten der Tiere sowie deren Entwicklung über mehrere Generationen hinweg. Ansässig sind die Tiere im nördlichen Südafrika in der Kalahari-Wüste. Drei Quadratkilometer davon bilden das Territorium von „Familie Erdmann“, im englischen Original heißt die Sippe „Whiskers“, die Serie heißt „Meerkat Manor“ (Landgut Erdmann). Das Alpha-Weibchen Blümchen („Flower“) führt die bis zu 44 Tiere große Sippe an. Sie trägt einen Sender; Kameras zeichnen die Aktivitäten der sozialen Raubtiere auf, damit die Forscher die Gruppendynamik sowie das Verhalten der Tiere untersuchen und die Fernsehserie zusammenstellen können.
Auszug aus der Beschreibung der Serie bei Animal Planet (Premiere):
„Big Brother in der Kalahari-Wüste: Die Hauptdarsteller sind 30 Zentimeter hoch, bewohnen unterirdische Höhlen und ernähren sich von Würmern, Insekten und Eidechsen. Diese Dokumentarserie beobachtet das alltägliche Leben der Whiskers, einer Gruppe von Erdmännchen aus der Kalahari: fressen, schlafen, streiten, lieben, Kinder bekommen und sterben. Es ist fast wie bei uns Menschen. Ganz nebenbei sind die Erdmännchen auch noch komisch, liebenswert, neugierig und vor allem sehr telegen.“
Bislang gibt es 4 Staffeln à 13 Folgen, wobei jede Episode 20 Minuten lang ist.

## Trivia
- In China und Japan gehört die Serie zu den Fernsehprogrammen mit den höchsten Zuschauerzahlen überhaupt. In Asien, aber auch in den USA sind die Namen der tierischen Familienmitglieder fast jedem Kind bekannt. Die Stofftierversion von z. B. Mitch, Shakespeare, Blümchen oder Daisy verkaufen sich dort ebenso gut wie in Deutschland die Plüschversion des Eisbären Knut.

- Die Serie heißt im Original „Meerkat Manor“ (Landgut Erdmann). Im Englischen heißt „Meerkat“ also Erdmännchen. Diese Bezeichnung hat nichts mit dem deutschen Wort „Meerkatze“ zu tun. Meerkatze ist im Deutschen eine Bezeichnung für eine Gattung der Unterfamilie der Backentaschenaffen. Im englischen Sprachraum hat sich für Erdmännchen der dem Afrikaans entlehnte Begriff „Meerkat“ durchgesetzt. (Meerkatze heißt übrigens auf Englisch „guenon“.)

- Zwei der Hauptfiguren – Shakespeare und Tosca – tauchen in der zweiten Staffel nicht mehr auf. Das Produktionsteam hat keine Informationen über den Verbleib der beiden Familienmitglieder, obwohl die Kameras 24 Stunden am Tag mitlaufen. In der ersten Folge der Staffel 2 wird in der deutschen Synchronisierung aber davon berichtet, dass Tosca den harten Winter durch die Verbannung nicht überlebt hat und Shakespeare einem Angriff der Grabowskis zum Opfer fiel. Die Hauptfigur, Blümchen, stirbt in der dritten Staffel an einem Schlangenbiss.

- 2007 war die Serie für den Emmy in der Kategorie Kinematographie für eine Dokumentation nominiert.

## Staffelübersicht mit den Titeln der deutschen Episoden
| Staffel 1: 1. Die liebe Familie 2. Höllische Nachbarn 3. Manche mögens heiß 4. Revolution 5. Die eiserne Lady 6. Herrenbesuch unerwünscht 7. Getrennte Wege 8. Wer ist hier der Boss? 9. Das Recht des Stärkeren 10. Aller guten Dinge sind drei 11. Kolumbus und die neue Welt 12. Donner über der Wüste 13. Das Leben geht weiter | Staffel 2: 1. Warten auf Regen 2. Drei Amigos 3. Gewinner und Verlierer 4. Kalahari Country Club 5. Regenballade 6. Einsame Herzen 7. Heimkehr der verlorenen Tochter 8. Kampf ums Wasser 9. Blümchens härtester Job 10. Machtfragen 11. Flora in Lebensgefahr 12. Der große Wurf 13. Ein harter Winter für Mozart | Staffel 3: 1. Auf gefährlichen Boden 2. Die mutige Suche 3. Zänkische Schwestern 4. Ende eines Casanovas 5. Die starken Zwei 6. Rivalen 7. Schwere Bürde 8. Am Ende einer Reise 9. Eine neue Ära 10. Scheiden tut weh 11. Zu dritt allein 12. Die Reifeprüfung 13. Eine Familie auf Kriegspfad | Staffel 4: 1. Die nächste Generation 2. Männer Emanzipation 3. Ein neuer Star am Horizont 4. Endlich schwanger 5. Zorro’s Bande 6. Stressige Schwestern 7. Zwei tapfere Babysitter 8. Der erste Ausflug 9. Baby Boom 10. Räuber am Himmel 11. Wilson der Streuner 12. Des einen Leid 13. Mit letzter Kraft |

Specials bzw. Sondersendungen:
- Die Königin der Erdmännchen (ca. 73 Min.)
- Tosca das Erdmännchen (ca. 49 Min.)